# Mukrz (jezioro)

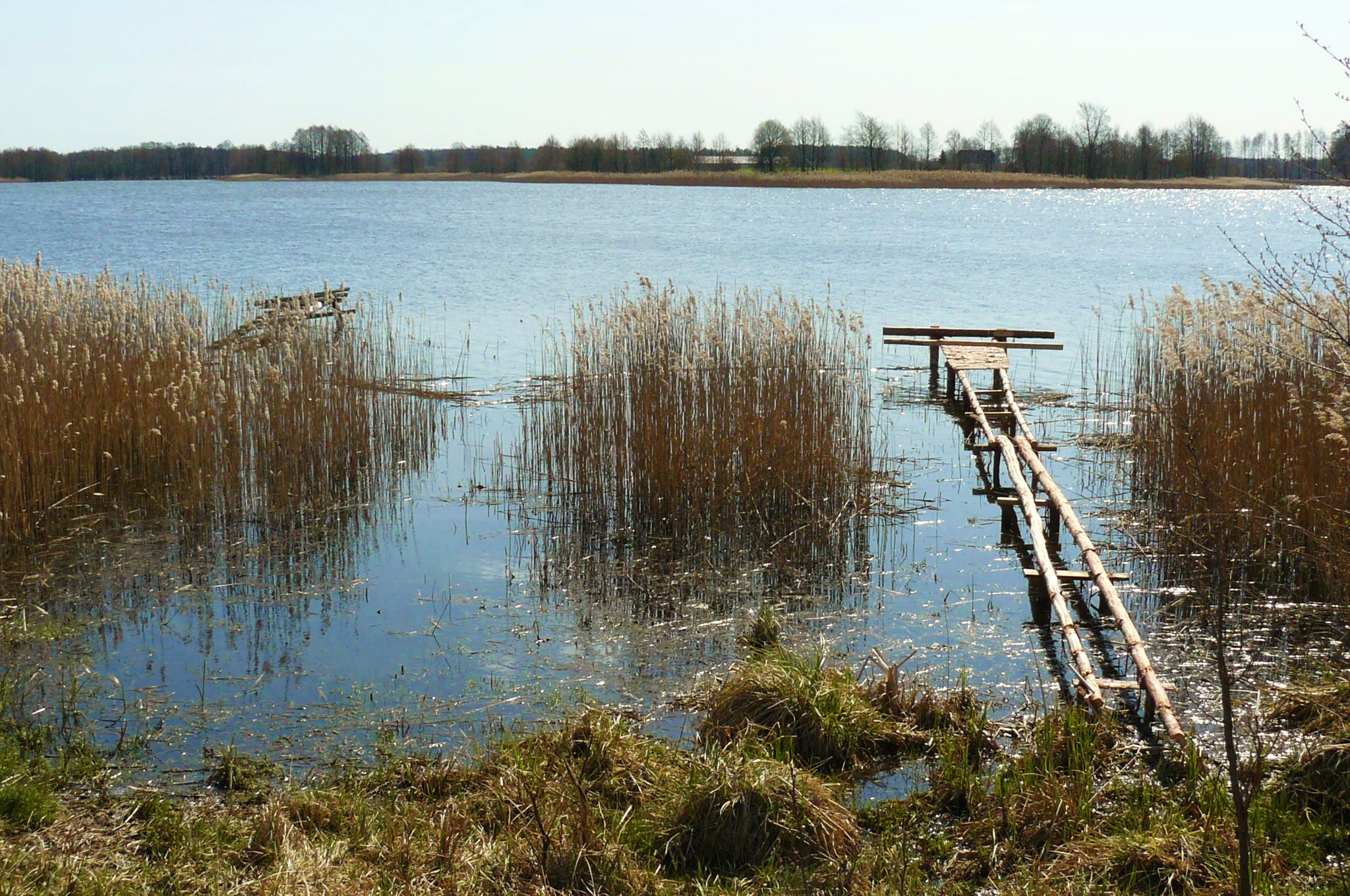
Jezioro Mukrz

Mukrz – jezioro w woj. kujawsko-pomorskim, w powiecie tucholskim, w gminie Cekcyn, zlokalizowane w miejscowości Mukrz, w obrębie Borów Tucholskich, na terenie Wysoczyzny Świeckiej. Północne i zachodnie brzegi jeziora stanowią granicę między gminą Cekcyn a gminą Lniano.

## Opis jeziora
Jezioro posiada bardzo rozwiniętą linię brzegową, szczególnie we wschodniej części akwenu, złożonej z trzech dużych bezimiennych zatok. Głęboczek znajduje się mniej więcej w środku zbiornika. Dno jest poważnie zamulone (miąższość mułu dochodzi do 4 m), choć zdarzają się fragmenty dna piaszczystego, a nawet skupiska (nagromadzenia) głazów wytopionych z lodowca (część wschodnia). Brzeg północny najbardziej urozmaicony. Wokół jeziora występują niewielkie klify. W pasie przybrzeżnym znajdują się torfowiska oraz obszary silnie podmokłe, zwłaszcza wiosenną porą. Znaleźć można wyrobiska po wyeksploatowanym torfie.
Jezioro Mukrz jest jeziorem zanikającym – szczątkiem dawnego wielkiego jeziora, na które składały się trzy obecne akweny (pozostałości) – oprócz Mukrza, także Jezioro Ostrowite i Jezioro Błądzimskie, zwane Świętym. Główny ciek zasilający i odwadniający jezioro to Mukrz. Jest to więc jezioro przepływowe. Okolica pokryta jest siecią rowów melioracyjnych, powodujących niekorzystny drenaż podłoża.
Najstarsze ślady osadnictwa ludzkiego znad jeziora sięgają końcówki mezolitu. Obecnie od strony wsi Mukrz akwen wykorzystywany jest rekreacyjnie, istnieje kilka pomostów wędkarskich. Po przeciwnej stronie, o brzeg jeziora opiera się granica rezerwatu Cisy Staropolskie, mającego ogromne znaczenie dla dziedzictwa przyrodniczego Polski. W zbiorniku żyją bobry.
Gruntowne badania zbiornika przeprowadzono pod kierownictwem Zygmunta Churskiego w sierpniu 1950.

## Dane morfometryczne
Powierzchnia zwierciadła wody według różnych źródeł wynosi od 43,3 ha do 43,5 ha.
Zwierciadło wody położone jest na wysokości 103,3 m n.p.m. lub 103,4 m n.p.m. Średnia głębokość jeziora wynosi 2,1 m lub 2,0 m lub też 1,4 m, natomiast głębokość maksymalna 5,0 m lub 5,25 m.
W oparciu o badania przeprowadzone w 2006 roku wody jeziora zaliczono do III klasy czystości i III kategorii podatności na degradację.

## Hydronimia
Według urzędowego spisu opracowanego przez Komisję Nazw Miejscowości i Obiektów Fizjograficznych (KNMiOF) nazwa tego jeziora to Mukrz. W różnych publikacjach jezioro to występuje pod nazwą Muksz lub Jezioro Mukrzańskie